# Searchin’
«Searchin’» (с англ. — «Поиски») — песня, написанная Джерри Либером и Майком Столлером специально для группы The Coasters. Песня была выпущена на стороне «Б» сингла «Young Blood» в марте 1957 года и провела 12 недель на вершине чарта Rhythm and Blues Chart, а также достигла третьей позиции в The Billboard Hot 100. Песня стала достаточно важным достижением в карьере как The Coasters, так и её авторов.

## Песня
Текст песни, написанный Либером, изобилует разговорными выражениями. Сюжет песни повествует о решимости исполнителя найти свою любовь, где бы она ни оказалась. В тексте упоминаются многочисленные вымышленные детективы (Шерлок Холмс, Чарли Чен, Сэм Спейд и др.). Характерной особенностью музыкального оформления является басовая фортепианная партия, состоящая из двух нот, меняющихся каждую вторую долю.
Песня была записана в Лос-Анджелесе 15 февраля 1957 года. Кроме самих участников The Coasters в записи участвовало несколько приглашённых музыкантов (Джил Бернал, Майк Столлер, Барни Кессел, Ральф Харрисон и Джесси Сейлз).

## Кавер-версиии культурное влияние
- Песня исполнялась группой «Битлз» на их неудачном прослушивании у лейбла Decca (1962 год). Основную вокальную партию исполнял Пол Маккартни (он же играл на бас-гитаре), кроме него в записи участвовали Джон Леннон (подголоски, ритм-гитара), Джордж Харрисон (подголоски, соло-гитара) и Пит Бест (ударные). Запись данного выступления была выпущена в составе сборного альбома Anthology 1 в 1995 году[4]. Позже, в 1982 году, Маккартни назвал эту песню в числе одной из восьми, которые он захватил бы с собой на необитаемый остров (в рамках радиошоу Desert Island Discs[англ.] на BBC)[5].
- Песня исполнялась/записывалась также многими другими исполнителями, в числе которых Grateful Dead, The Hollies, Ванда Джексон, Нил Седака, The Spencer Davis Group.
- Песня звучала в десятом эпизоде первого сезона Маппет-шоу (дата выхода в эфир — 20 ноября 1976 года)[6].
- Песня звучит в мультфильме «Стальной гигант»[7] и в фильме «Октябрьское небо»[8].